# شهرآورد مرزی‌ساید
شهرآورد مرزی‌ساید به رقابت فوتبال میان دو باشگاه بزرگ شهر لیورپول انگلستان، اورتون و لیورپول اشاره دارد. نام آن از شهرستان مرزی‌ساید آمده که لیورپول در آن واقع است. این رقابت طولانی‌ترین شهرآورد در دسته برتر فوتبال انگلستان است و از فصل ۶۳–۱۹۶۲ پیوسته برگزار شده. بخشی از این رقابت به فاصله ناچیز میان ورزشگاه دو تیم برمی‌گردد که از پهنه پارک استنلی برای یکدیگر قابل رویتند.
از دیرباز، از این شهرآورد با عنوان «شهرآورد دوستانه» یاد می‌کنند چرا که خانواده‌های لیورپول از هر دو تیم هوادارانی در خود دارند و از معدود رقابت‌هایی است که تفکیک هواداران در آن اعمال نشده. فینال جام اتحادیه ۱۹۸۴ در ومبلی میان این دو تیم به «فینال دوستانه» ملقب شد چراکه سکوهای ورزشگاه ترکیبی از هواداران آبی و قرمز بود که سرود مرزی‌ساید می‌خواندند. فینال جام حذفی ۱۹۸۴ روایتی مشابه از این اتحاد بود. از اواسط دهه ۱۹۸۰، رقابت‌شان چه در داخل و چه در خارج از زمین تشدید شد و با آغاز لیگ برتر در قیاس با دیگر مسابقات، کارت‌های قرمز بیشتری در آن ثبت شد.

## تاریخچه
اورتون در سال ۱۸۷۸ تأسیس شد و از سال ۱۸۸۴، مسابقات خانگی‌اش را در آنفیلد که متعلق به رئیس باشگاه، جان هولدینگ بود، انجام داد. تعدادی از اعضای هیئت مدیره اورتون اعضای حزب لیبرال بودند که با اتحادیه ملی منع مشروبات الکلی مرتبط بودند، در حالیکه هولدینگ عضو حزب محافظه‌کار و آبجوساز بود و منافع تجاریش کاملاً مخالف جنبش منع مشروبات الکلی. اختلافات سیاست و مالی، سبب اختلافی عمیق میان هولدینگ و سایر اعضای هیئت مدیره اورتون شد. تلاش برای حفظ ساختار مالکیت استبدادی در مقابل تقاضا برای ایجاد ساختاری دموکراتیک‌تر اصطکاکی را به وجود آورد که شکاف اجتماعی-سیاسی را به خوبی ترسیم می‌کرد. نتیجه این شد که مدیران اورتون در سال ۱۸۹۲ آنفیلد را تخلیه کردند و زمین جدیدی را در گودیسون پارک در آنسوی استنلی پارک خریداری کردند. هولدینگ نیز باشگاه جدیدی با نام لیورپول ایجاد کرد تا آنفیلد بلااستفاده نماند.
باشگاه‌های فوتبال حرفه‌ای دهه ۱۸۹۰، توجه مردم را چه در داخل و چه خارج از زمین، به خود جلب کردند. قانون اصلاحات ۱۸۶۷، فرصت رای دادن در انتخابات منطقه‌ای و ملی را به فوتبال‌-دوستان داده بود. در یک منطقه محلی با جمعیت ۲۳۰۰۰ نفر، تعداد شرکت‌کنندگان در اورتون و لیورپول به حدود ۱۰ تا ۱۵۰۰۰ نفر می‌رسید. سیاستمداران محلی نیز مشارکت در این دو باشگاه را فرصت و رسانه‌ای برای معرفی خود به رای‌دهندگان محلی می‌دانستند. ریشه‌ها و مذهب ایرلندی هولدینگ نیز گاهی به عنوان تئوری‌هایی برای انشعاب در نظر گرفته می‌شود، چرا که هولدینگ از اعضای برجسته اورِنج اُردر بود، در حالی که رئیس جدید اورتون، جورج ماهون نماینده‌ حزب رقیب و مدافع حاکمیت محلی  بود. اعضای اورِنج اُردر، به شدت اتحادیه‌گرا بودند، در حالیکه طرفداران حکومت داخلی ایرلند، خواستار جدایی کامل جزیره ایرلند از بریتانیا بودند. شهر لیورپول نژاد ایرلندی بیشتری نسبت به دیگر شهرهای بریتانیا دارد و جدایی احتمالی گلاسکو و دودستگی بین گروه‌های پروتستان و کاتولیک در ایرلند با اختلافات میان اتحادیه‌گرایی و جمهوری‌خواهی در لیورپول مطابقت داشت. اگرچه، در زمان جدایی اورتون از آنفیلد، جیمز کلمنت باکستر تنها عضو کاتولیک در میان کمیته اورتون بود، در حالیکه باقی اعضا پروتستان بودند.

## شهرآورد دوستانه
لقب «دربی دوستانه» دلایل مختلفی دارد. اولاً، هر دو زمین خانگی باشگاه در شمال شهر واقع شده‌اند و بسیار نزدیک به یکدیگرند (کمتر از یک مایل فاصله دارند) و تنها پارک استنلی آنها را از هم جدا می‌کند. از سال ۱۹۰۲ تا ۱۹۳۲، این دو باشگاه حتی برنامه روز مسابقه مشترکی داشتند. امروزه هیچ اختلاف جغرافیایی، سیاسی، اجتماعی یا مذهبی مشهودی میانشان وجود ندارد، آنگونه که در سایر شهرآوردهاست، اگرچه تا سال‌ها، دودستگی حزبی در داخل شهر وجود داشت. مشخص نیست که چگونه، اگر اصلاً این امر بر ریشه‌های طرفداری از دو باشگاه تأثیر گذاشته است، اما تحقیقاتی در سال ۲۰۱۳ نشان داد که به احتمال زیاد، حمایت‌های سیاسی بر طرفداری از این دو باشگاه تأثیر داشته است. در طول دهه‌های ۱۹۵۰ و ۱۹۶۰، اورتون به‌عنوان باشگاه کاتولیک شناخته می‌شد، که نتیجه‌ حضور موفق بازیکنان ایرلندی در باشگاه بود؛ تامی اگلینگتون، پیتر فارل، و جیمی اونیل و همچنین جانی کری سرمربی از جمله آنها بودند. همین موضوع باعث شد که لیورپول به عنوان یک باشگاه پروتستان شناخته شود، به خصوص که آنها هرگز بازیکن کاتولیک ایرلندی نداشتند تا آنکه در سال ۱۹۷۹ با رونی ویلان قرارداد بستند. با این حال، این اختلافات هرگز به عنوان ریشه طرفداری از یکی از این دو تیم در نظر گرفته نشد، مانند آنچه مابین طرفداران تیم‌های سلتیک و رنجرز است. در حقیقت، هر دو تیم طرفدارانی سرسخت از همه مذاهب دارند. مهم‌تر از همه، خود باشگاه‌ها تلاشی برای تقویت این اختلافات مذهبی نکردند و هر دو باشگاه، ریشه‌های متدیستی دارند.
برخلاف دیگر شهرآوردهای محلی، خشونت بین هواداران اورتون و لیورپول در شهر نادر است. در نتیجه فاجعه ورزشگاه هیسل، روابط هواداران تیره شد، چراکه اقدامات هولیگان‌های لیورپولی، باعث محرومیت هر دو باشگاه لیورپول و اورتون از رقابت‌های باشگاهی اروپا شد، علیرغم آنکه لیورپول دخالتی در این حادثه نداشت. هنگامی که هواداران دو باشگاه، پس از فاجعه هیلزبورو با هم تجمع کردند، روابطشان بهبود یافت. اورتونی‌ها حتی به تحریم روزنامه سان پیوستند و زنجیره‌ای از شال‌های هواداری درهم‌تنیده آبی و قرمز در سراسر پارک استنلی، بین ورزشگاه‌های دو تیم کشیده شد. پس از قتل ریس جونز ۱۱ ساله اورتونی در سال ۲۰۰۷، لیورپول والدین و برادر بزرگترش را به نشانه احترام دعوت کرد تا برای یک مسابقه از رقابت‌های لیگ قهرمانان اروپا در آنفیلد حضور داشته باشند. آهنگ زمینه در مستند زد-کارز که از دیرباز هنگام ورود بازیکنان اورتون به زمین در ورزشگاه گودیسون پارک پخش می‌شد، زمانی که خانواده جونز با پیراهن و شال اورتون در زمین لیورپول حاضر شدند، برای اولین بار در آنفیلد پخش شد. سپس آهنگ «تو هیچ‌گاه تنها گام برنخواهی داشت» در میان تشویق هواداران به اجرا درآمد. در اوت ۲۰۱۲ و پس از اثبات بی‌گناهی هواداران لیورپول در ارتباط با فاجعه هیلزبرو، اورتون در گودیسون پارک میزبان نیوکاسل بود و دو تیم با پیشتازی دو کودک وارد زمین شدند که پیراهن‌های اورتون و لیورپول را با شماره‌های ۹ و ۶ به تن داشتند، شماره‌هایی که یادآور ۹۶ قربانی فاجعه هیلزبرو بود و همزمان اهنگ «او زحمت نیست، او برادر من است» در میان تشویق هواداران اجرا شد.

### شهرآورد دوره جدید
در طول دهه ۱۹۶۰، لیورپول و اورتون قهرمانان دائمی جام‌های داخلی بودند، اما در حالی که لیورپول در دهه‌های ۱۹۷۰ و ۱۹۸۰ قدرتمندتر شد، اورتون پس از قهرمانی در سال ۱۹۷۰، دوران نسبتاً بی‌حاصلی را پشت سر گذاشت و جام مهمی را در طی ۱۴ سال بعدی کسب نکرد.
با این حال، اورتون پس از انتصاب هوارد کندال به عنوان سرمربی در آغاز فصل ۸۲–۱۹۸۱، تهدیدی جدی شد برای تسلط لیورپول بر صحنه رقابت‌های داخلی. اولین شهرآورد مرسی‌ساید که کندال بر آن نظارت داشت در ۷ نوامبر در آنفیلد بود، اما تیمش، ۳–۱ به لیورپول باب پیزلی باخت. با این نتیجه، لیورپول در رده هفتم لیگ و اورتون در جایگاه سیزدهم ایستاد. در بازی برگشت در گودیسون پارک در اواخر مارس، این نتیجه تکرار شد. در آن زمان، لیورپول شروع بدی در آغاز فصل داشت اما در نهایت، قهرمانی را به دست آورد، در حالیکه اورتون همچنان در میانه جدول بود.

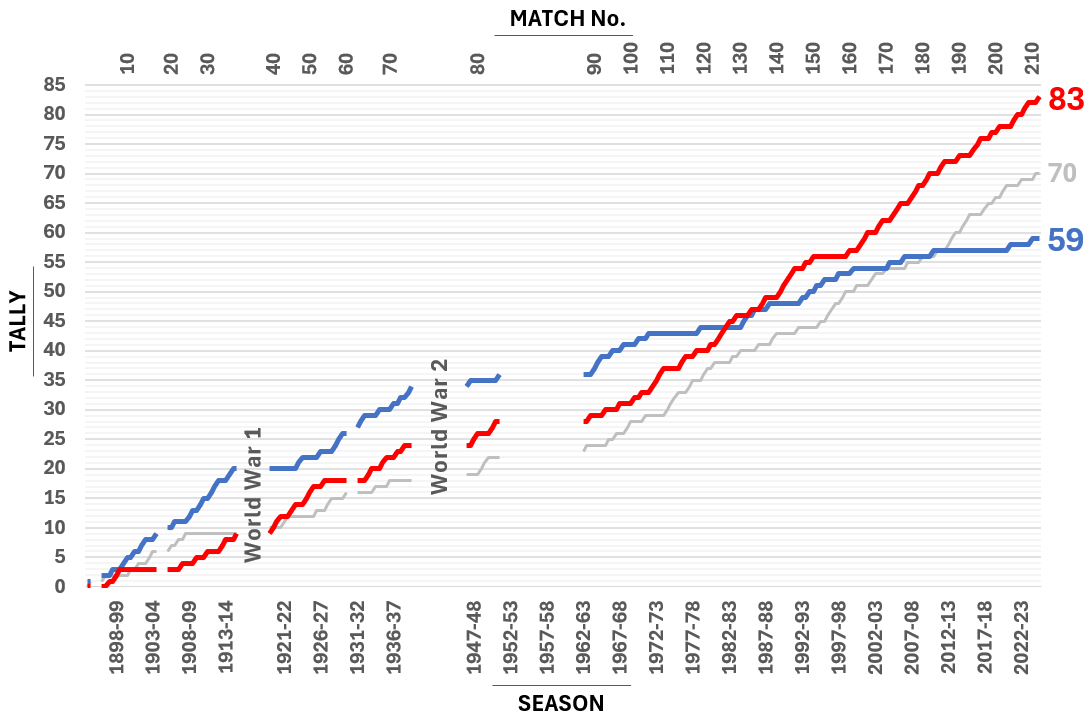
نتایج بازی‌های تاریخی لیگ از شهرآورد مرسی‌ساید تا دسامبر ۲۰۲۱. راهنما: بردهای اورتون – ؛ بردهای لیورپول – ؛ تساوی‌ها –.

در فصل ۸۳–۱۹۸۲، آخرین فصل مربیگری باب پیزلی قبل از بازنشستگی‌اش و سپردن کار به جو فاگان بود. لیورپول بار دیگر قهرمان شد و اورتون کارش را در میانه جدول پایان داد. به یادماندنی‌ترین شهرآورد در اوایل نوامبر ثبت شد و لیورپول در گودیسون پارک با پنج گل پیروز شد. نتیجه بازی برگشت در آنفیلد در اواسط مارس، یک تساوی بدون گل بود.
۸۴–۱۹۸۳، فصلی بود که اورتون (که در پایان فصل، جام حذفی را به دست آورد) یک تهدید جدی برای لیورپول شد. اگرچه لیورپول عنوان قهرمانی لیگ را به دست آورد و اورتون حتی به جمع پنج تیم برتر راه نیافت. در فینال جام اتحادیه، پس از تساوی بدون گل در بازی اول، لیورپول در بازی تکراری با یک گل پیروز شد و قهرمانی را از اورتون ربود. شهرآورد رفت در اوایل نوامبر، پیروزی ۳–۰ لیورپول را در آنفیلد به همراه داشت و چهار ماه بعد، بازی برگشت در گودیسون پارک با تساوی ۱–۱ به پایان رسید.
فصل ۸۵–۱۹۸۴، با شهرآورد مرسی‌ساید در جام خیریه با میزبانی ومبلی آغاز شد. لیورپول به عنوان قهرمان لیگ به مصاف قهرمان جام حذفی، اورتون رفت و اورتون با گل به خودی بروس گروبلر، ۱–۰ پیروز شد. اولین تقابلشان در لیگ در ۲۹ اکتبر ۱۹۸۴ اتفاق افتاد و اورتونِ هوارد کندال با پیروزی ۱–۰ در آنفیلد، به رده چهارم لیگ رسید و امیدی برای اولین قهرمانی در طی چهار فصل مربیگری او ظهور کرد. لیورپول اما در رده هفدهم بود و تنها ۲ امتیاز با منطقه سقوط فاصله داشت. آخرین بازی لیورپول در این فصل در ۲۳ می برگزار شد و ۱–۰ در خانه اورتون (که هنوز دو بازی تا پایان فصل داشت) شکست خورد. نهایتا، اورتون قهرمان لیگ شد، در حالیکه لیورپول، شروع وحشتناکش در آغاز فصل را با نایب‌قهرمانی به فراموشی سپرد.
فصل ۸۶–۱۹۸۵ شاید هیجان‌انگیزترین فصل برای هواداران هر دو باشگاه بود، چراکه هر دو تیم لیورپول و اورتون، مدعی قهرمانی در لیگ و جام حذفی بودند. اولین شهرآورد این فصل به میزبانی گودیسون پارک در ۲۱ سپتامبر ۱۹۸۵ برگزار شد. لیورپول ۳–۲ پیروز شد و پس از منچستریونایتد در رده دوم ایستاد و اورتون خانه ششم را داشت. پنج ماه بعد در بازی برگشت، اورتون در آنفیلد ۲–۰ پیروز شد. در آن زمان، اورتون به تازگی رهبری لیگ را از منچستریونایتد گرفته بود و لیورپول با هشت امتیاز کمتر از آنها در رده دوم قرار داشت. اوج این رقابت هیجان‌انگیز، تقابل دو تیم در فینال جام حذفی به تاریخ ۱۰ مه ۱۹۸۶ با میزبانی ومبلی بود که اولین شهرآورد مرسی‌ساید در فینال جام حذفی است. گل زودهنگام گری لینه‌کر، اورتون را امیدوار کرد تا انتقام لیگ را  از لیورپول بگیرد، اما دو گل از یان راش در نیمه دوم و گل دیگری از کریگ جانستون جام را از دستان آبی‌ها ربود و لیورپول پنجمین باشگاه انگلیسی شد که دوگانه لیگ و جام حذفی را کسب می‌کرد.
با تساوی ۱–۱ در جام خیریه سال ۱۹۸۶، قهرمانی بین لیورپول و اورتون به اشتراک گذاشته شد. اولین شهرآورد لیگ بین دو باشگاه در اواخر نوامبر در گودیسون پارک برگزار شد و تساوی بدون گل نتیجه‌اش بود. هر دو باشگاه در کنار آرسنال پیشتاز، ناتینگهام فارست و رقبای دیگری چون لوتون تاون و کاونتری سیتی، مدعیان قهرمانی در لیگ بودند. در یک‌چهارم نهایی جام اتحادیه در ۲۱ ژانویه ۱۹۸۷، لیورپول با یک گل در گودیسون پارک پیروز شد. شهرآورد دو تیم در آنفیلد در اواخر آوریل، پیروزی ۳–۱ لیورپول را به دنبالش داشت، اما مانع از قهرمانی اورتون در چند هفته آینده نشد. فصل ۸۷–۱۹۸۶، آخرین باری بود که اورتون، فصل را بالاتر از لیورپول تمام کرد تا آنکه در سال‌های ۲۰۱۲ تا ۲۰۱۴، بار دیگر بر لیورپول مسلط شدند.
در فصل ۸۹–۱۹۸۸، لیورپول در اولین بازی رسمی‌اش پس از فاجعه هیلزبورو در ۱۵ آوریل ۱۹۸۹ که منجر به کشته شدن ۹۶ هوادار لیورپول در نیمه‌نهایی جام حذفی شده‌بود، به مصاف اورتون رفت. این بازی از رقابت‌های لیگ بود و در تاریخ ۳ مه برگزار شد که با تساوی بدون گل به پایان رسید. در ۲۰ مه، دو تیم در ومبلی، دومین فینال جام حذفی تمام مرزی‌سایدی را در طی چهار فصل برگزار کردند. بازی به وقت اضافه رفت و لیورپول با دو گل از ایان راش و یک گل از جان آلدریج ۳–۲ پیروز شد و هر دو گل اورتون را استوارت مک‌کال به ثمر رساند.

مقایسه رتبه نهایی دو تیم اورتون و لیورپول در لیگ از سال ۱۸۸۹.

در فصل ۹۱–۱۹۹۰، اورتون دچار رکود شد و در ابتدای فصل قعرنشین جدول بود و نهایتا رتبه نهم را به دست آورد، در حالی که لیورپول نایب قهرمان لیگ شد، اما شهرآورد آن فصل همچنان یکی از هیجان‌انگیزترین‌ها بود. در ۱۷ فوریه ۱۹۹۱، دو تیم برای دور پنجم از جام حذفی در آنفیلد به قرعه هم رسیدند. این مسابقه با تساوی بدون گل به پایان رسید و بازی تکراری در سه روز بعد به تساوی ۴–۴ در گودیسون پارک کشید و پیتر بردزلی دو بار گلزنی کرد. آن فصل، آخرین سال حضور کنی دالگلیش بر روی نیمکت مربیگری لیورپول بود، و دو روز پس از این تساوی ۴–۴ مقابل اورتون، استعفا داد. همچنین این آخرین فصلی بود که «تکرار بازی تکراری» برگزار می‌شد و ضربات پنالتی پس از وقت‌های اضافه، قهرمان نهایی رقابت‌ها را از فصل ۹۲–۱۹۹۱ مشخص می‌کرد. دومین بازی تکراری در ۲۷ فوریه انجام شد و اورتون با یک گل پیروزش بود که خط بطلانی بر امید قرمزها برای کسب دوگانه کشید.
در انتهای فصل ۱۹۹۱، پیتر بردزلی از لیورپول به اورتون انتقال پیدا کرد و در عرض یک سال، گری آبلت، مدافع قرمزها هم آبی شد که تنش بیشتر در شهرآورد مرزی‌ساید را به دنبال داشت. هرچند در دو سال اول پس از این نقل و انتقالات، منچستر یونایتد از هر دو تیم لیورپول و اورتون پیشی گرفته بود و تیم‌هایی چون بلکبرن روورز و آرسنال خود را به عنوان بزرگترین رقیب آنها در فوتبال انگلیس معرفی کرده بودند. در ۷ دسامبر ۱۹۹۲، اورتون لیورپول را با نتیجه ۲–۱ در خانه‌اش شکست داد و پیتر بردزلی دومین مرد تاریخ شد که برای هر دو باشگاه در این شهرآورد گلزنی می‌کرد.
شهرآورد فصل ۹۴–۱۹۹۳ در آنفیلد، پیروزی ۲–۱ لیورپول را به همراه داشت که البته این نتیجه تأثیر زیادی برای قرمزها در میانه جدول نداشت اما خطر سقوط را برای اورتون افزایش داد؛ اگرچه نهایتا در لیگ ابقا شد. شاید قابل توجه‌ترین اتفاق در این بازی، گل پیروزی‌بخش رابی فاولر بود که ماه بعد ۱۹ ساله شد و یکی از آینده‌دارترین بازیکنان جوان انگلستان در آن زمان بود. این آخرین دربی مرزی‌ساید در طی پنج سال بود که لیورپول پیروزش بود در زمانی ‌که دوران موفقیت‌های اورتون در لیگ بود. پس از اخراج مایک واکر، جو رویل در نوامبر ۱۹۹۴ به عنوان سرمربی اورتون معرفی شد و کارش را با پیروزی ۲–۰ مقابل لیورپول در گودیسون پارک آغاز کرد و اورتون را از انتهای جدول نجات داد. در این بازی دانکن فرگوسن اولین گل خود را برای اورتون به ثمر رساند. فصل بعد تیم رویل با دو گل از آندری کانچلسکیس در آنفیلد، شهرآورد را برای دومین بار فتح کرد. علیرغم رکود اورتون در بیشتر دهه ۱۹۹۰، فرم تیم برای شهرآورد گودیسون پارک فوق‌العاده بود و از فوریه ۱۹۹۱ تا ده سال، آمار پنج پیروزی را در خانه ثبت کرد و بدون شکست بود.
در فصل ۹۸–۱۹۹۷ اورتون در خانه‌اش با دو گل فاتح شهرآورد شد که این پیروزی نهایتا از سقوط نجاتشان داد و با تفاضل گل بهتر نسبت به بولتون در لیگ ماندگار شدند و خط پایانی بر تلاش‌های لیورپول در مسیر قهرمانی شد. در فصل بعد، لیورپول با پیروزی ۳–۲ مقابل اورتون در آنفیلد به دوران بی‌ثمر خود در شهرآورد پایان داد.

### ترانمر روورز
مسابقات بین اورتون/لیورپول و ترانمر روورز، مستقر در بیرکنهد در آن سوی رودخانه مرزی، نیز به عنوان شهرآورد مرزی‌ساید طبقه‌بندی می‌شوند، اما از آنجایی که ترانمر تمام دورانش را خارج از دسته‌های برتر سپری کرده، مسابقات بینشان نادر است. گهگاه در رقابت‌های جام حذفی با اورتون و لیورپول روبرو شده‌اند. آخرین دیدار آنها با هر دو باشگاه در جام حذفی ۲۰۰۱ بود. ترانمر با پیروزی ۳–۰ مقابل اورتون در دور چهارم تا یک‌چهارم نهایی بالا رفت، اما ۴–۲ به لیورپول باخت.
در فصل ۰۱–۲۰۰۰، یکی از هیجان انگیزترین شهرآوردها در دوران لیگ برتر برگزار شد. لیورپول بازی اول را در خانه به سود خود پایان داد و در بازی برگشت در آوریل با پیروزی ۳–۲ مقابل اورتون، دوگانه پیروزی در شهرآورد را تکمیل کرد. گری مک‌آلیستر با گل پیروزی در وقت تلف شده، سه امتیازی را برای لیورپول ثبت کرد که در پایان فصل برای صعودشان به مرحله مقدماتی لیگ قهرمانان اروپا تعیین‌کننده شد.

## گذر از پارک
به بازیکنانی که بین باشگاه‌ها جابجا می‌شوند، اصطلاحا گفته می‌شود در حال گذر از پارک هستند. این عبارت اشاره‌ای است به پارک استنلی که میان آنفیلد و گودیسون پارک قرار گرفته. پس از آنکه اورتون، آنفیلد را بر سر اختلاف با مالکش ترک کرد، لیورپول شکل گرفت. دانکن مک‌لین و توماس جی.ویلی از اورتون، دو بازیکنی بودند که در آنفیلد ماندند و به شکل‌گیری تیم جدید کمک کردند، پس به واقع از پارک عبور نکردند. اولین بازیکنی که هم آنفیلد و هم گودیسون‌پارک خانه‌اش شد، پاتریک گوردون بود.

### تحریم نقل و انتقالات
لیورپول بین سال‌های ۱۹۵۹ تا ۲۰۰۰ مستقیماً از اورتون خرید نکرد، و در فاصله سال‌های ۱۹۶۱ تا ۱۹۸۲، تحریم مشابهی از سوی حریف وجود داشت.

### بازی برای هر سه تیم
دیو هیکسون، جان هیدون و فرانک میچل، سه بازیکنی هستند که برای لیورپول، اورتون و ترانمر روورز بازی کرده‌اند؛ سه باشگاه اصلی مرزی‌ساید که ماندگار شدند.
نیو برایتون باشگاهی از مرزی‌ساید بود که در فاصله سال‌های ۱۹۲۳ تا ۱۹۵۱ از اعضای لیگ فوتبال بود. بیل لیسی و نیل مک‌بین برای هر سه تیم اورتون، لیورپول و نیو برایتون بازی کردند.
بوتل از دیگر باشگاه‌های پابرجای مرزی‌ساید است که یک فصل (۹۳–۱۸۹۲) را در لیگ بازی کرد، جان وایت‌هد برای لیورپول، اورتون و همچنین بوتل بازی کرد؛ قبل از اینکه رقیب محلی‌شان؛ لیورپول در دسته دوم جایگزین آنها شود.

### فهرست نقل و انتقالات
فهرست زیر تاریخ‌ها و هزینه‌های انتقال را که مشخص است نشان می‌دهد.

#### اورتون و سپس لیورپول
| اورتون و سپس لیورپول                                                 | اورتون و سپس لیورپول | اورتون و سپس لیورپول | اورتون و سپس لیورپول |
| بازیکن                                                               | سال                  | مبلغ                 | توضیحات |
| -------------------------------------------------------------------- | -------------------- | -------------------- | --- |
| آبل ژاویر                                                            | ۲۰۰۲                 | ۷۵۰٬۰۰۰ پوند         | تنها بازیکنی که در یک فصل برای هر دو تیم در شهرآورد بازی کرد. |
| نیک بارمبی                                                           | ۲۰۰۰                 | ۶ میلیون پوند        | بیشترین مبلغی که لیورپول به اورتون پرداخت کرده‌است. |
| دیو هیکسون                                                           | ۱۹۵۹                 | ۱۲٬۰۰۰ پوند          | همچنین پیراهن ترانمر روورز را به تن کرد و از شش بازیکنی است که برای سه باشگاه مختلف مرزی‌ساید بازی کرد. |
| تونی مک‌نامارا                                                        | ۱۹۵۷                 | ۴٬۰۰۰ پوند           | |
| جان هیدون                                                            | ۱۹۴۹                 | بدون هزینه           | همچنین برای ترانمر روورز بازی کرد، از شش بازیکنی است که برای سه باشگاه مختلف مرزی‌ساید بازی کرد. |
| بیل هارتیل                                                           | ۱۹۳۶                 |                      | |
| جک بالمر                                                             | ۱۹۳۵                 |                      | بدون هزینه |
| توماس جانسون                                                         | ۱۹۳۴                 |                      | |
| فرانک میچل                                                           | ۱۹۱۹                 |                      | همچنین برای ترانمر روورز بازی کرد، از شش بازیکنی است که برای سه باشگاه مختلف مرزی‌ساید بازی کرد. |
| بیل لسی                                                              | ۱۹۱۲                 |                      | بخشی از قرارداد مبادله برای اورن؛ لیسی همچنین برای نیو برایتون بازی کرد، از شش بازیکنی است که برای سه باشگاه مختلف مرزی‌ساید بازی کرد. |
| تام گریسی                                                            | ۱۹۱۲                 |                      | بخشی از قرارداد مبادله برای اورن |
| آرتور بری                                                            |                      |                      | ابتدا در سال ۱۹۰۶ برای لیورپول قرارداد امضا کرد، سپس در روکسام، فولام و دانشگاه آکسفورد بازی کرد و سپس با اورتون قرارداد امضا کرد. او برای یک دوره کوتاه در سال ۱۹۱۲ مستقیماً از اورتون به لیورپول بازگشت. |
| دان اسلون                                                            | ۱۹۰۸                 | بدون هزینه           | |
| دیوید موری                                                           | ۱۹۰۴                 |                      | |
| اب هارتلی                                                            | ۱۸۹۷                 |                      | |
| الکس لاتا                                                            | ۱۸۹۶                 |                      | در تیم بزرگسالان لیورپول بازی نکرد. |
| فرد گری                                                              | ۱۸۹۵                 | ۶۰ پوند              | |
| جان وایت‌هد                                                           | ۱۸۹۴                 |                      | همچنین برای بوتل بازی کرد، از شش بازیکنی که برای سه باشگاه مختلف مرزی‌ساید بازی کرده‌است. |
| پاتریک گوردون                                                        | ۱۸۹۳                 |                      | |
| دانکن مک‌لین                                                          | ۱۸۹۰                 |                      | همراه با ویلی، از دو بازیکنی است که در زمان ترک آنفیلد توسط اورتون در لیورپول ماندند. |
| توماس جی ویلی                                                        | ۱۸۹۲                 |                      | |
| بازیکنان زیر قبل از انتقال به لیورپول برای سایر باشگاه‌ها بازی کردند: |                      |                      | |
| اندرو هانا                                                           |                      |                      | در این بین برای رنتون بازی کرد. اولین بازیکنی که بازوبند کاپیتانی را برای هر دو تیم اورتون و لیورپول به بازو بست. |
| ادگار چادویک                                                         |                      |                      | در این بین برای بلکبرن روورز و برنلی بازی کرد. |
| دیوید جانسون                                                         |                      |                      | در این بین برای ایپسویچ‌تاون بازی کرد. پس از بازی برای لیورپول به اورتون بازگشت. |
| نیل مک‌بین                                                            |                      |                      | در این بین برای سنت جانستون بازی کرد. همچنین تحت شرایطی عجیب، یک بازی برای نیو برایتون انجام داد: به دلیل بحران مصدومیت در تیم، به عنوان سرمربی در سن ۵۲ سالگی یک بازی را درون دروازه نیو برایتون ایستاد و پیرترین بازیکن تاریخ شد که در یک بازی از لیگ بازی کرد. او از شش بازیکنی است که برای سه باشگاه مختلف مرزی‌ساید بازی کرد. |
| استیو مک‌ماهون                                                        |                      |                      | در این بین برای استون‌ویلا بازی کرد. او همچنین یکی از دو بازیکنی است که کاپیتان هر دو تیم اورتون و لیورپول بوده. |
| دارن پاتر                                                            |                      |                      | بازیکن جوان اورتون که هرگز در تیم اصلی ظاهر نشد. در این بین برای بلکبرن روورز بازی کرد. |
| بیلی اسکات                                                           |                      |                      | در این بین برای لیدز سیتی بازی کرد. |

#### لیورپول و سپس اورتون
| لیورپول و سپس اورتون                                                | لیورپول و سپس اورتون | لیورپول و سپس اورتون | لیورپول و سپس اورتون                                                                                         |
| بازیکن                                                              | سال                  | مبلغ                 | توضیحات |
| ------------------------------------------------------------------- | -------------------- | -------------------- | --- |
| گری آبلت                                                            | ۱۹۹۲                 | ۷۵۰٬۰۰۰ پوند         | تنها بازیکنی که با هر دو باشگاه جام حذفی را برده‌است.                                                         |
| پیتر بیردزلی                                                        | ۱۹۹۱                 | ۱ میلیون پوند        | گران‌ترین خرید اورتون از لیورپول بود.                                                                         |
| آلن هارپر                                                           | ۱۹۸۳                 | ۱۰۰٬۰۰۰ پوند         | اگرچه در کتاب‌های لیورپول، او هرگز در تیم اصلی ظاهر نشد.                                                      |
| کوین شیدی                                                           | ۱۹۸۲                 | ۱۰۰٬۰۰۰ پوند         | |
| دیوید جانسون                                                        | ۱۹۸۲                 | ۱۰۰٬۰۰۰ پوند         | از اورتون شروع کرد، به ایپسویچ‌تاون رفت و سپس لیورپول و بار دیگر به اورتون بازگشت.                            |
| جانی موریسی                                                         | ۱۹۶۲                 | ۱۰٬۰۰۰ پوند          | |
| جیمی پین                                                            | ۱۹۵۶                 | ۵٬۰۰۰ پوند           | |
| دیک فورشاو                                                          | ۱۹۲۷                 |                      | تنها بازیکنی که با هر دو باشگاه قهرمان لیگ شد.                                                               |
| هارولد اورن                                                         | ۱۹۱۲                 |                      | بخشی از قرارداد مبادله برای لیسی و گریسی                                                                     |
| بنجامین هوارد بیکر                                                  | حدود ۱۹۱۰            |                      | |
| بازیکنان زیر قبل از انتقال به اورتون برای سایر باشگاه‌ها بازی کردند: |                      |                      | |
| دیوید باروز                                                         |                      |                      | در این بین برای وستهام‌یونایتد بازی کرد.                                                                      |
| دان هچیسون                                                          |                      |                      | در این بین برای وستهام‌یونایتد و شفیلد یونایتد بازی کرد.                                                      |
| دیو واتسون                                                          |                      |                      | در این بین برای نوریچ‌سیتی بازی کرد.                                                                          |
| جان گیدمن                                                           |                      |                      | در این بین برای استون‌ویلا بازی کرد.                                                                          |
| ساندر وسترفلد                                                       |                      |                      | (قرضی) در این بین رئال سوسیداد و پورتسموث بازی کرد.                                                          |
| آرتور بری                                                           |                      |                      | در راکسام، فولام و دانشگاه آکسفورد در بین اورتون بازی کرد. در سال ۱۹۱۲ برای یک دوره کوتاه به لیورپول بازگشت. |
| اندی لونرگان                                                        |                      |                      | قبل از پیوستن به اورتون برای استوک‌سیتی و وست‌برومویچ آلبیون بازی کرد.                                         |

## افتخارات
تا تاریخ پایان فصل ۲۱–۲۰۲۰
| رقابت             | لیورپول | اورتون |
| ----------------- | ------- | ------ |
| رقابت‌های داخلی    |         |        |
| دسته اول/لیگ برتر | ۱۹      | ۹      |
| جام حذفی          | ۷       | ۵      |
| جام لیگ/اتحادیه   | ۸       | ۰      |
| جام خیریه         | ۱۵      | ۹      |
| سوپرجام           | ۱       | ۰      |
| مجموع             | ۵۰      | ۲۳     |

| رقابت                            | لیورپول | اورتون |
| -------------------------------- | ------- | ------ |
| رقابت‌های اروپایی/بین‌المللی       |         |        |
| جام باشگاه‌های/لیگ قهرمانان اروپا | ۶       | ۰      |
| جام یوفا/لیگ اروپا               | ۳       | ۰      |
| جام در جام اروپا                 | ۰       | ۱      |
| سوپرجام یوفا/اروپا               | ۴       | ۰      |
| جام باشگاه‌های جهان               | ۱       | ۰      |
| مجموع                            | ۱۴      | ۱      |

## آمار
تا تاریخ ۱ دسامبر ۲۰۲۱
| رقابت           | بازی | پ. لیورپول | تساوی | پ. اورتون | گل. لیورپول | گل. اورتون |
| --------------- | ---- | ---------- | ----- | --------- | ----------- | ---------- |
| دسته اول        | ۱۴۶  | ۵۴         | ۴۴    | ۴۸        | ۲۰۳         | ۱۸۱        |
| لیگ برتر        | ۵۹   | ۲۵         | ۲۴    | ۱۰        | ۸۳          | ۵۳         |
| جام حذفی        | ۲۵   | ۱۲         | ۶     | ۷         | ۴۰          | ۲۸         |
| جام لیگ/اتحادیه | ۴    | ۲          | ۱     | ۱         | ۲           | ۱          |
| جام خیریه       | ۳    | ۱          | ۱     | ۱         | ۲           | ۲          |
| سوپرجام         | ۲    | ۲          | ۰     | ۰         | ۷           | ۲          |
| مجموع           | ۲۳۹  | ۹۶         | ۷۶    | ۶۷        | ۳۳۷         | ۲۶۷        |

## فهرست کامل نتایج
| #. | تاریخ           | رقابت                        | ورزشگاه            | نتیجه      | لیورپول گلزن / کارت قرمز                         | اورتون گلزن/کارت قرمز                | تماشاگران |
| --- | --------------- | ---------------------------- | ------------------ | ---------- | ------------------------------------------------ | ------------------------------------ | --------- |
| ۲۳۹ (۲۰۵) | ۱ دسامبر ۲۰۲۱   | لیگ برتر ۲۲–۲۱               | گودیسون پارک       | ۱–۴        | هندرسون، صلاح، ژوتا                              | گری                                  | ۳۹٬۶۴۱    |
| ۲۳۸ (۲۰۴) | ۲۰ فوریه ۲۰۲۱   | لیگ برتر ۲۱–۲۰               | آنفیلد             | ۰–۲        |                                                  | ریشارلیسون، سیگرسون                  | ۰         |
| ۲۳۷ (۲۰۳) | ۱۷ اکتبر ۲۰۲۰   | لیگ برتر ۲۱–۲۰               | گودیسون پارک       | ۲–۲        | مانه، صلاح                                       | کین، کالورت-لوین، ریشارلیسون         | ۰         |
| ۲۳۶ (۲۰۲) | ۲۱ ژوئن ۲۰۲۰    | لیگ برتر ۲۰–۱۹               | گودیسون پارک       | ۰–۰        |                                                  |                                      | ۰         |
| ۲۳۵ | ۵ ژانویه ۲۰۲۰   | جام حذفی ۲۰–۱۹ دور ۳         | آنفیلد             | ۱–۰        | جونز                                             |                                      | ۵۲٬۵۸۳    |
| ۲۳۴ (۲۰۱) | ۴ دسامبر ۲۰۱۹   | لیگ برتر ۲۰–۱۹               | آنفیلد             | ۵–۲        | اُریگی، شقیری، مانه، واینالدُم                     | کین، ریشارلیسون                      | ۵۳٬۰۹۴    |
| ۲۳۳ (۲۰۰) | ۳ مارس ۲۰۱۹     | لیگ برتر ۱۹–۱۸               | گودیسون پارک       | ۰–۰        |                                                  |                                      | ۳۹٬۳۳۵    |
| ۲۳۲ (۱۹۹) | ۲ دسامبر ۲۰۱۸   | لیگ برتر ۱۹–۱۸               | آنفیلد             | ۱–۰        | اُریگی                                            |                                      | ۵۱٬۷۵۶    |
| ۲۳۱ (۱۹۸) | ۷ آوریل ۲۰۱۸    | لیگ برتر ۱۸–۱۷               | گودیسون پارک       | ۰–۰        |                                                  |                                      | ۳۹٬۲۲۰    |
| ۲۳۰ | ۵ ژانویه ۲۰۱۸   | جام حذفی ۱۸–۱۷ دور. ۳        | آنفیلد             | ۲–۱        | میلنر، فن‌دایک                                    | سیگرسون                              | ۵۲٬۵۱۳    |
| ۲۲۹ (۱۹۷) | ۱۰ دسامبر ۲۰۱۷  | لیگ برتر ۱۸–۱۷               | آنفیلد             | ۱–۱        | صلاح                                             | رونی                                 | ۵۳٬۰۸۲    |
| ۲۲۸ (۱۹۶) | ۱ آوریل ۲۰۱۷    | لیگ برتر ۱۷–۱۶               | آنفیلد             | ۳–۱        | مانه، کوتینیو، اُریگی                             | پنینگتن                              | ۵۲٬۹۲۰    |
| ۲۲۷ (۱۹۵) | ۱۹ دسامبر ۲۰۱۶  | لیگ برتر ۱۷–۱۶               | گودیسون پارک       | ۰–۱        | مانه                                             |                                      | ۳۹٬۵۹۰    |
| ۲۲۶ (۱۹۴) | ۲۰ آوریل ۲۰۱۶   | لیگ برتر ۱۶–۱۵               | آنفیلد             | ۴–۰        | اُریگی، ساخو، استوریج، کوتینیو                    | فونس موری                            | ۴۳٬۸۵۴    |
| ۲۲۵ (۱۹۳) | ۴ اکتبر ۲۰۱۵    | لیگ برتر ۱۶–۱۵               | گودیسون پارک       | ۱–۱        | اینگز                                            | لوکاکو                               | ۳۹٬۵۹۸    |
| ۲۲۵ (۱۹۲) | ۷ فوریه ۲۰۱۵    | لیگ برتر ۱۵–۱۴               | گودیسون پارک       | ۰–۰        |                                                  |                                      | ۳۹٬۶۲۱    |
| ۲۲۳ (۱۹۱) | ۲۷ سپتامبر ۲۰۱۴ | لیگ برتر ۱۵–۱۴               | آنفیلد             | ۱–۱        | جرارد                                            | جگیلکا                               | ۴۴٬۵۱۱    |
| ۲۲۲ (۱۹۰) | ۲۸ ژانویه ۲۰۱۴  | لیگ برتر ۱۴–۱۳               | آنفیلد             | ۴–۰        | جرارد، استوریج، سوارز                            |                                      | ۴۴٬۴۵۰    |
| ۲۲۱ (۱۸۹) | ۲۳ نوامبر ۲۰۱۳  | لیگ برتر ۱۴–۱۳               | گودیسون پارک       | ۳–۳        | کوتینیو، سوارز، استوریج                          | میرالاس، لوکاکو                      | ۳۹٬۵۷۶    |
| ۲۲۰ (۱۸۸) | ۵ مه ۲۰۱۳       | لیگ برتر ۱۳–۱۲               | آنفیلد             | ۰–۰        |                                                  |                                      | ۴۴٬۹۹۱    |
| ۲۱۹ (۱۸۷) | ۲۸ اکتبر ۲۰۱۲   | لیگ برتر ۱۳–۱۲               | گودیسون پارک       | ۲–۲        | بینز، سوارز                                      | عثمان، نی‌اسمیت                       | ۳۹٬۶۱۳    |
| ۲۱۸ | ۱۴ آوریل ۲۰۱۲   | جام حذفی ۱۲–۱۱ نیمه-نهایی    | ومبلی              | ۲–۱        | سوارز، کارول                                     | یلاویچ                               | ۸۷٬۲۳۱    |
| ۲۱۷ (۱۸۶) | ۱۳ مارس ۲۰۱۲    | لیگ برتر ۱۲–۱۱               | آنفیلد             | ۳–۰        | جرارد                                            |                                      | ۴۴٬۹۲۱    |
| ۲۱۶ (۱۸۵) | ۱ اکتبر ۲۰۱۱    | لیگ برتر ۱۲–۱۱               | گودیسون پارک       | ۰–۲        | سوارز، کارول                                     | رادول (subsequently rescinded)       | ۳۹٬۵۱۰    |
| ۲۱۵ (۱۸۴) | ۱۶ ژانویه ۲۰۱۱  | لیگ برتر ۱۱–۱۰               | آنفیلد             | ۲–۲        | میرلش، کویت                                      | دیستین، بکفورد                       | ۴۴٬۷۹۵    |
| ۲۱۴ (۱۸۳) | ۱۷ اکتبر ۲۰۱۰   | لیگ برتر ۱۱–۱۰               | گودیسون پارک       | ۲–۰        |                                                  | کیهیل، آرتتا                         | ۳۹٬۶۷۳    |
| ۲۱۳ (۱۸۲) | ۶ فوریه ۲۰۱۰    | لیگ برتر ۱۰–۰۹               | آنفیلد             | ۱–۰        | کویت – کیرگیاکوس                                 | پینار                                | ۴۴٬۳۱۶    |
| ۲۱۲ (۱۸۱) | ۲۹ نوامبر ۲۰۰۹  | لیگ برتر ۱۰–۰۹               | گودیسون پارک       | ۰–۲        | یوبو، کویت                                       |                                      | ۳۹٬۶۵۲    |
| ۲۱۱ | ۴ فوریه ۲۰۰۹    | ۰۸–۰۹ جام حذفی دور 4 Rep.    | گودیسون پارک       | ۱–۰ و.ا.)  | لیوا                                             | گاسلینگ                              | ۳۷٬۹۱۸    |
| ۲۱۰ | ۲۵ ژانویه ۲۰۰۹  | ۰۸–۰۹ جام حذفی دور ۴         | آنفیلد             | ۱–۱        | جرارد                                            | لسکات                                | ۴۳٬۵۲۴    |
| ۲۰۹ (۱۸۰) | ۱۹ ژانویه ۲۰۰۹  | ۰۸–۰۹ لیگ برتر               | آنفیلد             | ۱–۱        | جرارد                                            | کیهیل                                | ۴۴٬۳۸۲    |
| ۲۰۸ (۱۷۹) | ۲۷ سپتامبر ۲۰۰۸ | ۰۸–۰۹ لیگ برتر               | گودیسون پارک       | ۰–۲        | تورس                                             | کیهیل                                | ۳۹٬۵۷۴    |
| ۲۰۷ (۱۷۸) | ۳۰ مارس ۲۰۰۸    | ۰۷–۰۸ لیگ برتر               | آنفیلد             | ۱–۰        | تورس                                             |                                      | ۴۴٬۲۹۵    |
| ۲۰۶ (۱۷۷) | ۲۰ اکتبر ۲۰۰۷   | ۰۷–۰۸ لیگ برتر               | گودیسون پارک       | ۱–۲        | کویت                                             | هیوپیا – هیبرت، نویل                 | ۴۰٬۰۴۹    |
| ۲۰۵ (۱۷۶) | ۳ فوریه ۲۰۰۷    | ۰۶–۰۷ لیگ برتر               | آنفیلد             | ۰–۰        |                                                  |                                      | ۴۴٬۲۳۴    |
| ۲۰۴ (۱۷۵) | ۹ سپتامبر ۲۰۰۶  | ۰۶–۰۷ لیگ برتر               | گودیسون پارک       | ۳–۰        |                                                  | کیهیل، Johnson                       | ۴۰٬۰۰۴    |
| ۲۰۳ (۱۷۴) | ۲۵ مارس ۲۰۰۶    | ۰۵–۰۶ لیگ برتر               | آنفیلد             | ۳–۱        | نویل، García، کیول – جرارد                       | کیهیل – Van der Meyde                | ۴۴٬۹۲۳    |
| ۲۰۲ (۱۷۳) | ۲۸ دسامبر ۲۰۰۵  | ۰۵–۰۶ لیگ برتر               | گودیسون پارک       | ۱–۳        | کروچ، جرارد، Cissé                               | Beattie – آرتتا، نویل                | ۴۰٬۱۵۸    |
| ۲۰۱ (۱۷۲) | ۲۰ مارس ۲۰۰۵    | ۰۴–۰۵ لیگ برتر               | آنفیلد             | ۲–۱        | جرارد، García – باروش                            | کیهیل                                | ۴۴٬۲۲۴    |
| ۲۰۰ (۱۷۱) | ۱۱ دسامبر ۲۰۰۴  | ۰۴–۰۵ لیگ برتر               | گودیسون پارک       | ۱–۰        |                                                  | Carsley                              | ۴۰٬۵۵۲    |
| ۱۹۹ (۱۷۰) | ۳۱ ژانویه ۲۰۰۴  | ۰۳–۰۴ لیگ برتر               | آنفیلد             | ۰–۰        |                                                  |                                      | ۴۴٬۰۵۶    |
| ۱۹۸ (۱۶۹) | ۳۰ اوت ۲۰۰۳     | ۰۳–۰۴ لیگ برتر               | گودیسون پارک       | ۰–۳        | Owen، کیول                                       |                                      | ۴۰٬۲۰۰    |
| ۱۹۷ (۱۶۸) | ۱۹ آوریل ۲۰۰۳   | ۰۲–۰۳ لیگ برتر               | گودیسون پارک       | ۱–۲        | Owen، Murphy                                     | Unsworth – Weir، Naysmith            | ۴۰٬۱۶۲    |
| ۱۹۶ (۱۶۷) | ۲۲ دسامبر ۲۰۰۲  | ۰۲–۰۳ لیگ برتر               | آنفیلد             | ۰–۰        |                                                  |                                      | ۴۴٬۰۲۵    |
| ۱۹۵ (۱۶۶) | ۲۳ فوریه ۲۰۰۲   | ۰۱–۰۲ لیگ برتر               | آنفیلد             | ۱–۱        | Anelka                                           | Radzinski                            | ۴۴٬۳۷۱    |
| ۱۹۴ (۱۶۵) | ۱۵ سپتامبر ۲۰۰۱ | ۰۱–۰۲ لیگ برتر               | گودیسون پارک       | ۱–۳        | جرارد، Owen، Riise                               | Campbell                             | ۳۹٬۵۵۴    |
| ۱۹۳ (۱۶۴) | ۱۶ آوریل ۲۰۰۱   | ۰۰–۰۱ لیگ برتر               | گودیسون پارک       | ۲–۳        | Heskey، Babbel، McAllister – Bišćan              | Ferguson، Unsworth                   | ۴۰٬۲۶۰    |
| ۱۹۲ (۱۶۳) | ۲۹ اکتبر ۲۰۰۰   | ۰۰–۰۱ لیگ برتر               | آنفیلد             | ۳–۱        | Barmby، Heskey، Berger                           | Campbell – Gravesen                  | ۴۴٬۷۱۸    |
| ۱۹۱ (۱۶۲) | ۲۱ آوریل ۲۰۰۰   | ۹۹–۰۰ لیگ برتر               | گودیسون پارک       | ۰–۰        |                                                  |                                      | ۴۰٬۰۵۲    |
| ۱۹۰ (۱۶۱) | ۲۷ سپتامبر ۱۹۹۹ | ۹۹–۰۰ لیگ برتر               | آنفیلد             | ۰–۱        | Westerveld، جرارد                                | Campbell – Jeffers                   | ۴۴٬۸۰۲    |
| ۱۸۹ (۱۶۰) | ۳ آوریل ۱۹۹۹    | ۹۸–۹۹ لیگ برتر               | آنفیلد             | ۳–۲        | Fowler، Berger                                   | Dacourt، Jeffers                     | ۴۴٬۸۵۲    |
| ۱۸۸ (۱۵۹) | ۱۷ اکتبر ۱۹۹۸   | ۹۸–۹۹ لیگ برتر               | گودیسون پارک       | ۰–۰        |                                                  |                                      | ۴۰٬۱۸۵    |
| ۱۸۷ (۱۵۸) | ۲۳ فوریه ۱۹۹۸   | ۹۷–۹۸ لیگ برتر               | آنفیلد             | ۱–۱        | Ince                                             | Ferguson                             | ۴۴٬۵۰۱    |
| ۱۸۶ (۱۵۷) | ۱۸ اکتبر ۱۹۹۷   | ۹۷–۹۸ لیگ برتر               | گودیسون پارک       | ۲–۰        |                                                  | Ruddock، Cadamarteri                 | ۴۰٬۱۱۲    |
| ۱۸۵ (۱۵۶) | ۱۶ آوریل ۱۹۹۷   | ۹۶–۹۷ لیگ برتر               | گودیسون پارک       | ۱–۱        | Redknapp – Fowler                                | Ferguson – Unsworth                  | ۴۰٬۱۷۷    |
| ۱۸۴ (۱۵۵) | ۲۰ نوامبر ۱۹۹۶  | ۹۶–۹۷ لیگ برتر               | آنفیلد             | ۱–۱        | Fowler                                           | Speed                                | ۴۰٬۷۵۱    |
| ۱۸۳ (۱۵۴) | ۱۶ آوریل ۱۹۹۶   | ۹۵–۹۶ لیگ برتر               | گودیسون پارک       | ۱–۱        | Fowler                                           | Kanchelskis                          | ۴۰٬۱۲۰    |
| ۱۸۲ (۱۵۳) | ۱۸ نوامبر ۱۹۹۵  | ۹۵–۹۶ لیگ برتر               | آنفیلد             | ۱–۲        | Fowler                                           | Kanchelskis                          | ۴۰٬۸۱۸    |
| ۱۸۱ (۱۵۲) | ۲۴ ژانویه ۱۹۹۵  | ۹۴–۹۵ لیگ برتر               | آنفیلد             | ۰–۰        |                                                  |                                      | ۳۹٬۵۰۵    |
| ۱۸۰ (۱۵۱) | ۲۱ نوامبر ۱۹۹۴  | ۹۴–۹۵ لیگ برتر               | گودیسون پارک       | ۲–۰        |                                                  | Ferguson، Rideout                    | ۳۹٬۸۶۶    |
| ۱۷۹ (۱۵۰) | ۱۴ مارس ۱۹۹۴    | ۹۳–۹۴ لیگ برتر               | آنفیلد             | ۲–۱        | Fowler، Rush                                     | Watson                               | ۴۴٬۲۸۱    |
| ۱۷۸ (۱۴۹) | ۱۸ سپتامبر ۱۹۹۳ | ۹۳–۹۴ لیگ برتر               | گودیسون پارک       | ۲–۰        |                                                  | Cottee، Ward                         | ۳۸٬۱۵۷    |
| ۱۷۷ (۱۴۸) | ۲۰ مارس ۱۹۹۳    | ۹۲–۹۳ لیگ برتر               | آنفیلد             | ۱–۰        | Rosenthal                                        |                                      | ۴۴٬۶۱۹    |
| ۱۷۶ (۱۴۷) | ۷ دسامبر ۱۹۹۲   | ۹۲–۹۳ لیگ برتر               | گودیسون پارک       | ۲–۱        | Wright                                           | Johnston، Beardsley                  | ۳۵٬۸۲۶    |
| ۱۷۵ (۱۴۶) | ۲۸ دسامبر ۱۹۹۱  | ۹۱–۹۲ دسته اول               | گودیسون پارک       | ۱–۱        | Tanner                                           | Johnston                             | ۳۷٬۶۸۱    |
| ۱۷۴ (۱۴۵) | ۳۱ اوت ۱۹۹۱     | ۹۱–۹۲ دسته اول               | آنفیلد             | ۳–۱        | Burrows، Saunders، Houghton                      | Newell                               | ۳۹٬۰۷۲    |
| ۱۷۳ | ۲۷ فوریه ۱۹۹۱   | ۹۰–۹۱ جام حذفی دور 5 R. ۲    | گودیسون پارک       | ۱–۰        |                                                  | Watson                               | ۴۰٬۲۰۱    |
| ۱۷۲ | ۲۰ فوریه ۱۹۹۱   | ۹۰–۹۱ جام حذفی دور 5 Rep.    | گودیسون پارک       | ۴–۴ (و.ا.) | Beardsley، Rush، Barnes                          | Cottee، Sharp                        | ۳۷٬۷۶۶    |
| ۱۷۱ | ۱۷ فوریه ۱۹۹۱   | ۹۰–۹۱ جام حذفی دور ۵         | آنفیلد             | ۰–۰        |                                                  |                                      | ۳۸٬۳۲۳    |
| ۱۷۰ (۱۴۴) | ۹ فوریه ۱۹۹۱    | ۹۰–۹۱ دسته اول               | آنفیلد             | ۳–۱        | Molby، Speedie                                   | Nevin                                | ۳۸٬۱۲۷    |
| ۱۶9 (143) | ۲۲ سپتامبر ۱۹۹۰ | ۹۰–۹۱ دسته اول               | گودیسون پارک       | ۲–۳        | Beardsley، Barnes                                | Hinchcliffe، McCall                  | ۳۹٬۸۴۷    |
| ۱۶8 (142) | ۳ فوریه ۱۹۹۰    | ۸۹–۹۰ دسته اول               | آنفیلد             | ۲–۱        | Barnes، Beardsley                                | Sharp                                | ۳۸٬۷۳۰    |
| ۱۶7 (141) | ۲۳ سپتامبر ۱۹۸۹ | ۸۹–۹۰ دسته اول               | گودیسون پارک       | ۱–۳        | Barnes، Rush                                     | Newell                               | ۴۲٬۴۵۳    |
| ۱۶۶ | ۲۰ مه ۱۹۸۹      | 88–89 جام حذفی Final         | Wembley            | ۳–۲ (و.ا.) | Aldridge، Rush                                   | McCall                               | ۸۲٬۸۰۰    |
| ۱۶5 (140) | ۳ مه ۱۹۸۹       | ۸۸–۸۹ دسته اول               | گودیسون پارک       | ۰–۰        |                                                  |                                      | ۴۵٬۹۹۴    |
| ۱۶4 (139) | ۱۱ دسامبر ۱۹۸۸  | ۸۸–۸۹ دسته اول               | آنفیلد             | ۱–۱        | Houghton                                         | Clarke                               | ۴۲٬۳۷۲    |
| ۱۶3 (138) | ۲۰ مارس ۱۹۸۸    | ۸۷–۸۸ دسته اول               | گودیسون پارک       | ۱–۰        |                                                  | Clarke                               | ۴۴٬۱۶۲    |
| ۱۶۲ | ۲۱ فوریه ۱۹۸۸   | ۸۷–۸۸ جام حذفی دور ۵         | گودیسون پارک       | ۰–۱        | Houghton                                         |                                      | ۴۸٬۲۷۰    |
| ۱۶1 (137) | ۱ نوامبر ۱۹۸۷   | ۸۷–۸۸ دسته اول               | آنفیلد             | ۲–۰        | McMahon، Beardsley                               |                                      | ۴۴٬۷۶۰    |
| ۱۶۰ | ۲۸ اکتبر ۱۹۸۷   | 87–88 League Cup دور ۳       | آنفیلد             | ۰–۱        |                                                  | Stevens                              | ۴۴٬۰۷۱    |
| ۱۵9 (136) | ۲۵ آوریل ۱۹۸۷   | ۸۶–۸۷ دسته اول               | آنفیلد             | ۳–۱        | McMahon، Rush                                    | Sheedy                               | ۴۴٬۸۲۷    |
| ۱۵۸ | ۲۱ ژانویه ۱۹۸۷  | 86–87 League Cup دور ۵       | گودیسون پارک       | ۰–۱        | Rush                                             |                                      | ۵۳٬۳۲۳    |
| ۱۵7 (135) | ۲۳ نوامبر ۱۹۸۶  | ۸۶–۸۷ دسته اول               | گودیسون پارک       | ۰–۰        |                                                  |                                      | ۴۸٬۲۴۷    |
| ۱۵۶ | ۳۰ سپتامبر ۱۹۸۶ | Super Cup Final 2nd leg      | گودیسون پارک       | ۱–۴        | Rush، Nicol                                      | Sharp                                | ۲۶٬۰۶۸    |
| ۱۵۵ | ۱۶ سپتامبر ۱۹۸۶ | Super Cup Final 1st leg      | آنفیلد             | ۳–۱        | Rush، McMahon                                    | Sheedy                               | ۲۰٬۶۶۰    |
| ۱۵۴ | ۱۶ اوت ۱۹۸۶     | جام خیریه انگلستان ۱۹۸۶      | Wembley            | ۱–۱        | Rush                                             | Heath                                | ۸۸٬۲۳۱    |
| ۱۵۳ | ۱۰ مه ۱۹۸۶      | 85–86 جام حذفی Final         | Wembley            | ۳–۱        | Rush، Johnston                                   | Lineker                              | ۹۸٬۰۰۰    |
| ۱۵2 (134) | ۲۲ فوریه ۱۹۸۶   | ۸۵–۸۶ دسته اول               | آنفیلد             | ۰–۲        |                                                  | Ratcliffe، Lineker                   | ۴۵٬۴۴۵    |
| ۱۵1 (133) | ۲۱ سپتامبر ۱۹۸۵ | ۸۵–۸۶ دسته اول               | گودیسون پارک       | ۲–۳        | Dalglish، Rush، McMahon                          | Sharp، Lineker                       | ۵۱٬۵۰۹    |
| ۱۵0 (132) | ۲۳ مه ۱۹۸۵      | ۸۴–۸۵ دسته اول               | گودیسون پارک       | ۱–۰        |                                                  | Wilkinson                            | ۵۱٬۰۴۵    |
| ۱۴9 (131) | ۲۰ اکتبر ۱۹۸۴   | ۸۴–۸۵ دسته اول               | آنفیلد             | ۰–۱        |                                                  | Sharp                                | ۴۵٬۵۴۵    |
| ۱۴۸ | ۱۸ اوت ۱۹۸۴     | جام خیریه انگلستان ۱۹۸۴      | Wembley            | ۱–۰        |                                                  | Grobbelaar                           | ۱۰۰٬۰۰۰   |
| ۱۴۷ | ۲۸ مارس ۱۹۸۴    | 83–84 League Cup Final R.    | ورزشگاه ماین رود   | ۱–۰        | Souness                                          |                                      | ۵۲٬۰۸۹    |
| ۱۴۶ | ۲۵ مارس ۱۹۸۴    | 83–84 League Cup Final       | Wembley            | ۰–۰        |                                                  |                                      | ۱۰۰٬۰۰۰   |
| ۱۴5 (130) | ۳ مارس ۱۹۸۴     | ۸۳–۸۴ دسته اول               | گودیسون پارک       | ۱–۱        | Rush                                             | Harper                               | ۵۱٬۲۴۵    |
| ۱۴4 (129) | ۶ نوامبر ۱۹۸۳   | ۸۳–۸۴ دسته اول               | آنفیلد             | ۳–۰        | Rush، Robinson، Nicol                            |                                      | ۴۰٬۸۷۵    |
| ۱۴3 (128) | ۱۹ مارس ۱۹۸۳    | ۸۲–۸۳ دسته اول               | آنفیلد             | ۰–۰        |                                                  |                                      | ۴۴٬۷۳۷    |
| ۱۴2 (127) | ۶ نوامبر ۱۹۸۲   | ۸۲–۸۳ دسته اول               | گودیسون پارک       | ۰–۵        | Rush، Lawrenson                                  | Keeley                               | ۵۲٬۷۴۱    |
| ۱۴1 (126) | ۲۷ مارس ۱۹۸۲    | ۸۱–۸۲ دسته اول               | گودیسون پارک       | ۱–۳        | Whelan، Souness، Johnston                        | Sharp                                | ۵۱٬۸۴۷    |
| ۱۴0 (125) | ۷ نوامبر ۱۹۸۱   | ۸۱–۸۲ دسته اول               | آنفیلد             | ۳–۱        | Dalglish، Rush                                   | Ferguson – O'Keefe                   | ۴۸٬۸۶۱    |
| ۱۳9 (124) | ۲۱ مارس ۱۹۸۱    | ۸۰–۸۱ دسته اول               | آنفیلد             | ۱–۰        | Bailey                                           |                                      | ۴۹٬۷۴۳    |
| ۱۳۸ | ۲۴ ژانویه ۱۹۸۱  | ۸۰–۸۱ جام حذفی دور ۴         | گودیسون پارک       | ۲–۱        | Case                                             | Eastoe، Varadi                       | ۵۳٬۸۰۴    |
| ۱۳7 (123) | ۱۸ اکتبر ۱۹۸۰   | ۸۰–۸۱ دسته اول               | گودیسون پارک       | ۲–۲        | Lee، Dalglish                                    | Hartford، McBride                    | ۵۲٬۵۶۵    |
| ۱۳6 (122) | ۱ مارس ۱۹۸۰     | ۷۹–۸۰ دسته اول               | گودیسون پارک       | ۱–۲        | Johnson، Neal                                    | Eastoe                               | ۵۳٬۰۱۸    |
| ۱۳5 (121) | ۲۰ اکتبر ۱۹۷۹   | ۷۹–۸۰ دسته اول               | آنفیلد             | ۲–۲        | Lyons (o.g.)، R. Kennedy – McDermott             | Kidd، King – Stanley                 | ۵۲٬۲۰۱    |
| ۱۳4 (120) | ۱۳ مارس ۱۹۷۹    | ۷۸–۷۹ دسته اول               | آنفیلد             | ۱–۱        | Dalglish                                         | King                                 | ۵۲٬۳۵۲    |
| ۱۳3 (119) | ۲۸ اکتبر ۱۹۷۸   | ۷۸–۷۹ دسته اول               | گودیسون پارک       | ۱–۰        |                                                  | King                                 | ۵۳٬۱۴۱    |
| ۱۳2 (118) | ۵ آوریل ۱۹۷۸    | ۷۷–۷۸ دسته اول               | گودیسون پارک       | ۰–۱        | Johnson                                          |                                      | ۵۲٬۷۵۹    |
| ۱۳1 (117) | ۲۲ اکتبر ۱۹۷۷   | ۷۷–۷۸ دسته اول               | آنفیلد             | ۰–۰        |                                                  |                                      | ۵۱٬۶۶۸    |
| ۱۳۰ | ۲۷ آوریل ۱۹۷۷   | ۷۶–۷۷ جام حذفی Semi-final R. | ورزشگاه ماین رود   | ۳–۰        | Neal (پ.)، Case، Kennedy                         |                                      | ۵۶٬۵۷۹    |
| ۱۲۹ | ۲۳ آوریل ۱۹۷۷   | ۷۶–۷۷ جام حذفی Semi-final    | ورزشگاه ماین رود   | ۲–۲        | McDermott، Case                                  | Rioch، McKenzie                      | ۵۶٬۶۳۷    |
| ۱۲8 (116) | ۲۲ مارس ۱۹۷۷    | ۷۶–۷۷ دسته اول               | گودیسون پارک       | ۰–۰        |                                                  |                                      | ۵۶٬۵۶۲    |
| ۱۲7 (115) | ۱۶ اکتبر ۱۹۷۶   | ۷۶–۷۷ دسته اول               | آنفیلد             | ۳–۱        | Heighway، Neal (پ.)، Toshack                     | Dobson                               | ۵۵٬۱۴۱    |
| ۱۲6 (114) | ۳ آوریل ۱۹۷۶    | ۷۵–۷۶ دسته اول               | آنفیلد             | ۱–۰        | Fairclough                                       |                                      | ۵۴٬۶۳۲    |
| ۱۲5 (113) | ۲۷ سپتامبر ۱۹۷۵ | ۷۵–۷۶ دسته اول               | گودیسون پارک       | ۰–۰        |                                                  |                                      | ۵۵٬۷۶۹    |
| ۱۲4 (112) | ۲۲ فوریه ۱۹۷۵   | ۷۴–۷۵ دسته اول               | آنفیلد             | ۰–۰        |                                                  |                                      | ۵۵٬۸۵۳    |
| ۱۲3 (111) | ۱۶ نوامبر ۱۹۷۴  | ۷۴–۷۵ دسته اول               | گودیسون پارک       | ۰–۰        |                                                  |                                      | ۵۷٬۱۹۰    |
| ۱۲2 (110) | ۲۰ آوریل ۱۹۷۴   | ۷۳–۷۴ دسته اول               | آنفیلد             | ۰–۰        |                                                  |                                      | ۵۵٬۸۴۸    |
| ۱۲1 (109) | ۸ دسامبر ۱۹۷۳   | ۷۳–۷۴ دسته اول               | گودیسون پارک       | ۰–۱        | Waddle                                           |                                      | ۵۶٬۰۹۸    |
| ۱۲0 (108) | ۳ مارس ۱۹۷۳     | ۷۲–۷۳ دسته اول               | گودیسون پارک       | ۰–۲        | Hughes                                           |                                      | ۵۴٬۸۵۶    |
| ۱۱9 (107) | ۷ اکتبر ۱۹۷۲    | ۷۲–۷۳ دسته اول               | آنفیلد             | ۱–۰        | Cormack                                          |                                      | ۵۵٬۹۷۵    |
| ۱۱8 (106) | ۴ مارس ۱۹۷۲     | ۷۱–۷۲ دسته اول               | آنفیلد             | ۴–۰        | Wright (o.g.)، McLaughlin (o.g.)، Lawler، Hughes |                                      | ۵۳٬۹۲۲    |
| ۱۱7 (105) | ۱۳ نوامبر ۱۹۷۱  | ۷۱–۷۲ دسته اول               | گودیسون پارک       | ۱–۰        |                                                  | Johnson                              | ۵۶٬۲۹۳    |
| ۱۱۶ | ۲۷ مارس ۱۹۷۱    | ۷۰–۷۱ جام حذفی Semi-final    | ورزشگاه الدترافورد | ۲–۱        | Evans، Hall                                      | Ball                                 | ۶۲٬۱۴۴    |
| ۱۱5 (104) | ۲۰ فوریه ۱۹۷۱   | ۷۰–۷۱ دسته اول               | گودیسون پارک       | ۰–۰        |                                                  |                                      | ۵۶٬۸۴۶    |
| ۱۱4 (103) | ۲۱ نوامبر ۱۹۷۰  | ۷۰–۷۱ دسته اول               | آنفیلد             | ۳–۲        | Heighway، Toshack، Lawler                        | Royle، Whittle                       | ۵۳٬۷۷۷    |
| ۱۱3 (102) | ۲۱ مارس ۱۹۷۰    | ۶۹–۷۰ دسته اول               | آنفیلد             | ۰–۲        |                                                  | Royle، Whittle                       | ۵۴٬۴۹۶    |
| ۱۱2 (101) | ۶ دسامبر ۱۹۶۹   | ۶۹–۷۰ دسته اول               | گودیسون پارک       | ۰–۳        | Hughes، Brown (o.g.)، Graham                     |                                      | ۵۷٬۳۷۰    |
| ۱۱1 (100) | ۸ اکتبر ۱۹۶۸    | ۶۸–۶۹ دسته اول               | آنفیلد             | ۱–۱        | Smith                                            | Ball                                 | ۵۴٬۴۹۶    |
| ۱۱0 (99) | ۲۷ اوت ۱۹۶۸     | ۶۸–۶۹ دسته اول               | گودیسون پارک       | ۰–۰        |                                                  |                                      | ۶۳٬۹۳۸    |
| ۱۰9 (98) | ۳ فوریه ۱۹۶۸    | ۶۷–۶۸ دسته اول               | گودیسون پارک       | ۱–۰        |                                                  | Kendall                              | ۶۴٬۴۸۲    |
| ۱۰8 (97) | ۲۳ سپتامبر ۱۹۶۷ | ۶۷–۶۸ دسته اول               | آنفیلد             | ۱–۰        | Hunt                                             |                                      | ۵۴٬۱۸۹    |
| ۱۰۷ | ۱۱ مارس ۱۹۶۷    | ۶۶–۶۷ جام حذفی دور ۵         | گودیسون پارک       | ۱–۰        |                                                  | Ball                                 | ۶۴٬۸۵۱    |
| ۱۰6 (96) | ۳۱ دسامبر ۱۹۶۶  | ۶۶–۶۷ دسته اول               | آنفیلد             | ۰–۰        |                                                  |                                      | ۵۳٬۷۴۴    |
| ۱۰5 (95) | ۲۷ اوت ۱۹۶۶     | ۶۶–۶۷ دسته اول               | گودیسون پارک       | ۳–۱        | Smith                                            | Ball، Brown                          | ۶۴٬۳۱۸    |
| ۱۰۴ | ۱۳ اوت ۱۹۶۶     | جام خیریه انگلستان ۱۹۶۶      | گودیسون پارک       | ۰–۱        | Hunt                                             |                                      | ۶۳٬۳۲۹    |
| ۱۰۳ (۹۴) | ۱۹ مارس ۱۹۶۶    | ۶۵–۶۶ دسته اول               | گودیسون پارک       | ۰–۰        |                                                  |                                      | ۶۲٬۳۳۷    |
| ۱۰2 (93) | ۲۵ سپتامبر ۱۹۶۵ | ۶۵–۶۶ دسته اول               | آنفیلد             | ۵–۰        | Smith، Hunt، Stevenson، St. John                 |                                      | ۵۳٬۵۵۷    |
| ۱۰۱ (۹۲) | ۱۲ آوریل ۱۹۶۵   | ۶۴–۶۵ دسته اول               | گودیسون پارک       | ۲–۱        | Stevenson (پ.)                                   | Morrissey، Temple                    | ۶۵٬۴۰۲    |
| ۱۰0 (91) | ۱۹ سپتامبر ۱۹۶۴ | ۶۴–۶۵ دسته اول               | آنفیلد             | ۰–۴        |                                                  | Harvey، Morrissey، Pickering، Temple | ۵۲٬۶۱۹    |
| ۹9 (90) | ۸ فوریه ۱۹۶۴    | ۶۳–۶۴ دسته اول               | گودیسون پارک       | ۳–۱        | St. John                                         | Vernon، Gabriel                      | ۶۶٬۵۱۵    |
| ۹8 (89) | ۲۸ سپتامبر ۱۹۶۳ | ۶۳–۶۴ دسته اول               | آنفیلد             | ۲–۱        | Callaghan                                        | Vernon                               | ۵۱٬۹۷۶    |
| ۹7 (88) | ۸ آوریل ۱۹۶۳    | ۶۲–۶۳ دسته اول               | آنفیلد             | ۰–۰        |                                                  |                                      | ۵۶٬۰۶۰    |
| ۹6 (87) | ۲۲ سپتامبر ۱۹۶۲ | ۶۲–۶۳ دسته اول               | گودیسون پارک       | ۲–۲        | Lewis، Hunt                                      | Morrissey، Vernon                    | ۷۲٬۴۸۸    |
| در فاصله سال‌های ۱۹۵۱ تا ۱۹۶۲ شهرآوردی در لیگ برگزار نشد. اورتون در سال ۱۹۵۱ سقوط کرده‌بود و از ۵۲–۱۹۵۱ تا ۵۴–۱۹۵۳ در دسته دوم لیگ فوتبال رقابت می‌کرد. در انتهای فصل ۵۴–۱۹۵۳، اورتون به دسته اول بازگشت، اما پشت سرش لیورپول به دسته دوم سقوط کرد و هشت فصل را در فاصله ۵۵–۱۹۵۴ تا ۶۲–۱۹۶۱ در دسته دوم گذراند. |                 |                              |                    |            |                                                  |                                      |           |
| ۹۵ | ۲۹ ژانویه ۱۹۵۵  | ۵۴–۵۵ جام حذفی دور ۴         | گودیسون پارک       | ۰–۴        | Liddell، A'Court، Evans                          |                                      | ۷۲٬۰۰۰    |
| ۹4 (86) | ۲۰ ژانویه ۱۹۵۱  | ۵۰–۵۱ دسته اول               | آنفیلد             | ۰–۲        |                                                  | McIntosh                             | ۴۸٬۶۸۸    |
| ۹3 (85) | ۱۶ سپتامبر ۱۹۵۰ | ۵۰–۵۱ دسته اول               | گودیسون پارک       | ۱–۳        | Stubbins، Balmer                                 | Eglington                            | ۷۱٬۱۵۰    |
| ۹۲ | ۲۵ مارس ۱۹۵۰    | ۴۹–۵۰ جام حذفی Semi-final    | ورزشگاه ماین رود   | ۲–۰        | Paisley، Liddell                                 |                                      | ۷۲٬۰۰۰    |
| ۹1 (84) | ۲۴ دسامبر ۱۹۴۹  | ۴۹–۵۰ دسته اول               | آنفیلد             | ۳–۱        | Baron، Fagan                                     | Farrell                              | ۵۰٬۴۸۵    |
| ۹0 (83) | ۲۷ اوت ۱۹۴۹     | ۴۹–۵۰ دسته اول               | گودیسون پارک       | ۰–۰        |                                                  |                                      | ۷۰٬۸۱۲    |
| ۸9 (82) | ۵ فوریه ۱۹۴۹    | ۴۸–۴۹ دسته اول               | آنفیلد             | ۰–۰        |                                                  |                                      | ۵۰٬۱۳۲    |
| ۸8 (81) | ۱۸ سپتامبر ۱۹۴۸ | ۴۸–۴۹ دسته اول               | گودیسون پارک       | ۱–۱        | Fagan                                            | Dodds                                | ۷۸٬۲۹۹    |
| ۸7 (80) | ۲۱ آوریل ۱۹۴۸   | ۴۷–۴۸ دسته اول               | آنفیلد             | ۴–۰        | Stubbins، Liddell، Brierley، Balmer              |                                      | ۵۵٬۳۰۵    |
| ۸6 (79) | ۲۷ سپتامبر ۱۹۴۷ | ۴۷–۴۸ دسته اول               | گودیسون پارک       | ۰–۳        | Balmer، Stubbins، Fagan                          |                                      | ۶۶٬۷۷۶    |
| ۸5 (78) | ۲۹ ژانویه ۱۹۴۷  | ۴۶–۴۷ دسته اول               | گودیسون پارک       | ۱–۰        |                                                  | Wainwright                           | ۵۰٬۶۱۲    |
| ۸4 (77) | ۲۱ سپتامبر ۱۹۴۶ | ۴۶–۴۷ دسته اول               | آنفیلد             | ۰–۰        |                                                  |                                      | ۴۸٬۸۷۵    |
| No competitive football was played between 1939 and 1946 due to جنگ جهانی دوم |                 |                              |                    |            |                                                  |                                      |           |
| ۸3 (76) | ۴ فوریه ۱۹۳۹    | ۳۸–۳۹ دسته اول               | آنفیلد             | ۰–۳        |                                                  | Lawton، Bentham                      | ۵۵٬۹۹۴    |
| ۸2 (75) | ۱ اکتبر ۱۹۳۸    | ۳۸–۳۹ دسته اول               | گودیسون پارک       | ۲–۱        | Fagan (پ.)                                       | Bentham، Boyes                       | ۶۴٬۹۷۷    |
| ۸1 (74) | ۱۶ فوریه ۱۹۳۸   | ۳۷–۳۸ دسته اول               | گودیسون پارک       | ۱–۳        | Balmer، Shafto                                   | Lawton                               | ۳۳٬۴۶۵    |
| ۸0 (73) | ۲ اکتبر ۱۹۳۷    | ۳۷–۳۸ دسته اول               | آنفیلد             | ۱–۲        | Nieuwenhuys                                      | Lawton، Trentham                     | ۴۳٬۹۰۴    |
| ۷9 (72) | ۲۳ ژانویه ۱۹۳۷  | ۳۶–۳۷ دسته اول               | آنفیلد             | ۳–۱        | Howe، Taylor، Balmer                             | Stevenson                            | ۳۷٬۰۵۵    |
| ۷8 (71) | ۱۹ سپتامبر ۱۹۳۶ | ۳۶–۳۷ دسته اول               | گودیسون پارک       | ۲–۰        |                                                  | Dean، Stevenson                      | ۵۵٬۸۳۵    |
| ۷7 (70) | ۴ ژانویه ۱۹۳۶   | ۳۵–۳۶ دسته اول               | گودیسون پارک       | ۰–۰        |                                                  |                                      | ۵۲٬۲۸۲    |
| ۷6 (69) | ۷ سپتامبر ۱۹۳۵  | ۳۵–۳۶ دسته اول               | آنفیلد             | ۶–۰        | Howe، Hodgson                                    |                                      | ۴۶٬۰۸۲    |
| ۷5 (68) | ۲۰ مارس ۱۹۳۵    | ۳۴–۳۵ دسته اول               | آنفیلد             | ۲–۱        | Hodgson (1 پ.)                                   | Dean                                 | ۳۱٬۹۶۵    |
| ۷4 (67) | ۱۵ سپتامبر ۱۹۳۴ | ۳۴–۳۵ دسته اول               | گودیسون پارک       | ۱–۰        |                                                  | Dean                                 | ۴۳٬۰۰۱    |
| ۷3 (66) | ۱۰ فوریه ۱۹۳۴   | ۳۳–۳۴ دسته اول               | گودیسون پارک       | ۰–۰        |                                                  |                                      | ۵۲٬۰۸۸    |
| ۷2 (65) | ۳۰ سپتامبر ۱۹۳۳ | ۳۳–۳۴ دسته اول               | آنفیلد             | ۳–۲        | Nieuwenhuys، Hanson، English                     | Johnson، White                       | ۵۳٬۶۹۸    |
| ۷1 (64) | ۱۱ فوریه ۱۹۳۳   | ۳۲–۳۳ دسته اول               | آنفیلد             | ۷–۴        | Barton، Hanson، Morrison، Taylor، Roberts        | Dean، Johnson، Stein                 | ۴۱٬۴۶۹    |
| ۷0 (63) | ۳۰ اکتبر ۱۹۳۲   | ۳۲–۳۳ دسته اول               | گودیسون پارک       | ۱–۳        | Gunson                                           | Dean، Critchley                      | ۴۴٬۲۱۴    |
| ۶9 (62) | ۳۰ ژانویه ۱۹۳۲  | ۳۱–۳۲ دسته اول               | گودیسون پارک       | ۲–۱        | Wright                                           | Critchley، White                     | ۴۶٬۵۳۷    |
| ۶۸ | ۹ ژانویه ۱۹۳۲   | ۳۱–۳۲ جام حذفی دور ۳         | گودیسون پارک       | ۱–۲        | Gunson، Hodgson                                  | Dean                                 | ۵۷٬۰۹۰    |
| ۶7 (61) | ۱۹ سپتامبر ۱۹۳۱ | ۳۱–۳۲ دسته اول               | آنفیلد             | ۱–۳        | Wright                                           | Dean                                 | ۵۳٬۲۲۰    |
| 1930–31 Everton were in the لیگ دسته دوم فوتبال انگلستان |                 |                              |                    |            |                                                  |                                      |           |
| ۶6 (60) | ۴ ژانویه ۱۹۳۰   | ۲۹–۳۰ دسته اول               | گودیسون پارک       | ۳–۳        | Edmed، McPherson، McDougall                      | Dean، Critchley                      | ۵۲٬۶۰۰    |
| ۶5 (59) | ۷ سپتامبر ۱۹۲۹  | ۲۹–۳۰ دسته اول               | آنفیلد             | ۰–۳        |                                                  | Dean، Martin                         | ۴۴٬۸۹۱    |
| ۶4 (58) | ۹ فوریه ۱۹۲۹    | ۲۸–۲۹ دسته اول               | آنفیلد             | ۱–۲        | Race                                             | Griffiths، White                     | ۴۵٬۰۹۵    |
| ۶3 (57) | ۲۹ سپتامبر ۱۹۲۸ | ۲۸–۲۹ دسته اول               | گودیسون پارک       | ۱–۰        |                                                  | Troup                                | ۵۵٬۴۱۵    |
| ۶2 (56) | ۲۵ فوریه ۱۹۲۸   | ۲۷–۲۸ دسته اول               | آنفیلد             | ۳–۳        | Hopkin، Bromilow، Hodgson                        | Dean                                 | ۵۵٬۳۶۱    |
| ۶1 (55) | ۱۵ اکتبر ۱۹۲۷   | ۲۷–۲۸ دسته اول               | گودیسون پارک       | ۱–۱        | Edmed                                            | Troup                                | ۶۵٬۷۲۹    |
| ۶0 (54) | ۱۲ فوریه ۱۹۲۷   | ۲۶–۲۷ دسته اول               | آنفیلد             | ۱–۰        | Chambers                                         |                                      | ۵۲٬۸۴۰    |
| ۵9 (53) | ۲۵ سپتامبر ۱۹۲۶ | ۲۶–۲۷ دسته اول               | گودیسون پارک       | ۱–۰        |                                                  | O'Donnell                            | ۴۳٬۹۷۳    |
| ۵8 (52) | ۶ فوریه ۱۹۲۶    | ۲۵–۲۶ دسته اول               | گودیسون پارک       | ۳–۳        | Oxley، Forshaw                                   | Chedgzoy، Dean، Irvine               | ۴۵٬۷۹۳    |
| ۵7 (51) | ۲۶ سپتامبر ۱۹۲۵ | ۲۵–۲۶ دسته اول               | آنفیلد             | ۵–۱        | Forshaw، Walsh، Chambers                         | Kennedy                              | ۴۹٬۴۲۶    |
| ۵6 (50) | ۷ فوریه ۱۹۲۵    | ۲۴–۲۵ دسته اول               | آنفیلد             | ۳–۱        | Shone، Hopkin، Chambers                          | Chadwick                             | ۵۶٬۰۰۰    |
| ۵5 (49) | ۲۴ اکتبر ۱۹۲۴   | ۲۴–۲۵ دسته اول               | گودیسون پارک       | ۰–۱        | Rawlings                                         |                                      | ۵۳٬۰۰۰    |
| ۵4 (48) | ۱۳ اکتبر ۱۹۲۳   | ۲۳–۲۴ دسته اول               | آنفیلد             | ۱–۲        | Walsh                                            | Cock، Chedgzoy                       | ۵۰٬۰۰۰    |
| ۵3 (47) | ۶ اکتبر ۱۹۲۳    | ۲۳–۲۴ دسته اول               | گودیسون پارک       | ۱–۰        |                                                  | Chadwick                             | ۵۱٬۰۰۰    |
| ۵2 (46) | ۱۴ اکتبر ۱۹۲۲   | ۲۲–۲۳ دسته اول               | گودیسون پارک       | ۰–۱        | Johnson                                          |                                      | ۵۲٬۰۰۰    |
| ۵1 (45) | ۷ اکتبر ۱۹۲۲    | ۲۲–۲۳ دسته اول               | آنفیلد             | ۵–۱        | Chambers، McNab، Bromilow                        | Williams                             | ۵۴٬۰۰۰    |
| ۵۰ (۴۴) | ۱۲ نوامبر ۱۹۲۱  | ۲۱–۲۲ دسته اول               | آنفیلد             | ۱–۱        | Forshaw                                          | Chedgzoy                             | ۵۰٬۰۰۰    |
| ۴۹ (۴۳) | ۵ نوامبر ۱۹۲۱   | ۲۱–۲۲ دسته اول               | گودیسون پارک       | ۱–۱        | Shone                                            | Brewster                             | ۵۲٬۰۰۰    |
| ۴۸ (۴۲) | ۳۰ اکتبر ۱۹۲۰   | ۲۰–۲۱ دسته اول               | گودیسون پارک       | ۰–۳        | Johnson، Chambers                                |                                      | ۵۵٬۰۰۰    |
| ۴۷ (۴۱) | ۲۳ اکتبر ۱۹۲۰   | ۲۰–۲۱ دسته اول               | آنفیلد             | ۱–۰        | Forshaw                                          |                                      | ۵۰٬۰۰۰    |
| ۴۶ (۴۰) | ۲۷ دسامبر ۱۹۱۹  | ۱۹–۲۰ دسته اول               | گودیسون پارک       | ۱–۳        | Lewis، Miller                                    | Parker                               | ۴۹٬۶۶۲    |
| ۴۵ (۳۹) | ۲۰ دسامبر ۱۹۱۹  | ۱۹–۲۰ دسته اول               | آنفیلد             | ۰–۰        |                                                  |                                      | ۴۰٬۰۰۰    |
| No competitive football was played between 1915 and 1919 due to جنگ جهانی اول |                 |                              |                    |            |                                                  |                                      |           |
| ۴۴ (۳۸) | ۶ فوریه ۱۹۱۵    | ۱۴–۱۵ دسته اول               | گودیسون پارک       | ۱–۳        | Sheldon، Nicholl، Pagnam                         | Clennell                             | ۳۰٬۰۰۰    |
| ۴۳ (۳۷) | ۳ اکتبر ۱۹۱۴    | ۱۴–۱۵ دسته اول               | آنفیلد             | ۰–۵        |                                                  | Parker، Clennell                     | ۳۲٬۰۰۰    |
| ۴۲ (۳۶) | ۱۷ ژانویه ۱۹۱۴  | ۱۳–۱۴ دسته اول               | آنفیلد             | ۱–۲        | Metcalf                                          | Parker                               | ۳۵٬۰۰۰    |
| ۴۱ (۳۵) | ۲۰ سپتامبر ۱۹۱۳ | ۱۳–۱۴ دسته اول               | گودیسون پارک       | ۱–۲        | Lacey                                            | Wareing                              | ۴۰٬۰۰۰    |
| ۴۰ (۳۴) | ۸ فوریه ۱۹۱۳    | ۱۲–۱۳ دسته اول               | گودیسون پارک       | ۰–۲        | Parkinson                                        |                                      | ۴۰٬۰۰۰    |
| ۳۹ (۳۳) | ۵ اکتبر ۱۹۱۲    | ۱۲–۱۳ دسته اول               | آنفیلد             | ۰–۲        |                                                  | Browell، Gault                       | ۴۶٬۰۰۰    |
| ۳۸ (۳۲) | ۲۰ ژانویه ۱۹۱۲  | ۱۱–۱۲ دسته اول               | آنفیلد             | ۱–۳        | Gilligan                                         | Beare، Browell، Jefferis             | ۳۵٬۰۰۰    |
| ۳۷ (۳۱) | ۱۶ سپتامبر ۱۹۱۱ | ۱۱–۱۲ دسته اول               | گودیسون پارک       | ۲–۱        | Parkinson                                        | Beare، Gourlay                       | ۴۰٬۰۰۰    |
| ۳۶ | ۴ فوریه ۱۹۱۱    | ۱۰–۱۱ جام حذفی دور ۲         | گودیسون پارک       | ۲–۱        | Parkinson                                        | Young                                | ۵۰٬۰۰۰    |
| ۳۵ (۳۰) | ۲۷ دسامبر ۱۹۱۰  | ۱۰–۱۱ دسته اول               | گودیسون پارک       | ۰–۱        | Parkinson                                        |                                      | ۵۱٬۰۰۰    |
| ۳۴ (۲۹) | ۱ اکتبر ۱۹۱۰    | ۱۰–۱۱ دسته اول               | آنفیلد             | ۰–۲        |                                                  | Makepeace، Young                     | ۴۰٬۰۰۰    |
| ۳۳ (۲۸) | ۱۲ فوریه ۱۹۱۰   | ۰۹–۱۰ دسته اول               | آنفیلد             | ۰–۱        |                                                  | Freeman                              | ۴۰٬۰۰۰    |
| ۳۲ (۲۷) | ۲ اکتبر ۱۹۰۹    | ۰۹–۱۰ دسته اول               | گودیسون پارک       | ۲–۳        | Goddard، Stewart، Parkinson                      | Coleman، Freeman                     | ۴۵٬۰۰۰    |
| ۳۱ (۲۶) | ۹ آوریل ۱۹۰۹    | ۰۸–۰۹ دسته اول               | گودیسون پارک       | ۵–۰        |                                                  | Freeman، Coleman، Turner، White      | ۴۵٬۰۰۰    |
| ۳۰ (۲۵) | ۳ اکتبر ۱۹۰۸    | ۰۸–۰۹ دسته اول               | آنفیلد             | ۰–۱        |                                                  | Barlow                               | ۴۰٬۰۰۰    |
| ۲۹ (۲۴) | ۱۷ آوریل ۱۹۰۸   | ۰۷–۰۸ دسته اول               | آنفیلد             | ۰–۰        |                                                  |                                      | ۳۵٬۰۰۰    |
| ۲۸ (۲۳) | ۵ اکتبر ۱۹۰۷    | ۰۷–۰۸ دسته اول               | گودیسون پارک       | ۲–۴        | J. Hewitt، Raisbeck، Cox، C. Hewitt              | Makepeace، Settle                    | ۴۰٬۰۰۰    |
| ۲۷ (۲۲) | ۲۹ مارس ۱۹۰۷    | ۰۶–۰۷ دسته اول               | گودیسون پارک       | ۰–۰        |                                                  |                                      | ۴۵٬۰۰۰    |
| ۲۶ (۲۱) | ۲۹ سپتامبر ۱۹۰۶ | ۰۶–۰۷ دسته اول               | آنفیلد             | ۱–۲        | Parkinson                                        | Young                                | ۴۰٬۰۰۰    |
| ۲۵ (۲۰) | ۱۳ آوریل ۱۹۰۶   | ۰۵–۰۶ دسته اول               | آنفیلد             | ۱–۱        | West (پ.)                                        | Taylor                               | ۳۳٬۰۰۰    |
| ۲۴ | ۳۱ مارس ۱۹۰۶    | ۰۵–۰۶ جام حذفی Semi-final    | ورزشگاه ویلا پارک  | ۲–۰        |                                                  | Abbott، Hardman                      | ۳۷٬۰۰۰    |
| ۲۳ (۱۹) | ۳۰ سپتامبر ۱۹۰۵ | ۰۵–۰۶ دسته اول               | گودیسون پارک       | ۴–۲        | Hewitt                                           | Abbott، Hardman، Settle، Sharp       | ۴۰٬۰۰۰    |
| لیورپول فصل ۰۵–۱۹۰۴ را در دسته دوم از لیگ فوتبال گذراند. |                 |                              |                    |            |                                                  |                                      |           |
| ۲۲ | ۸ فوریه ۱۹۰۵    | ۰۴–۰۵ جام حذفی دور 1 Rep.    | گودیسون پارک       | ۲–۱        | Goddard                                          | Hardman، McDermott                   | ۴۰٬۰۰۰    |
| ۲۱ | ۴ فوریه ۱۹۰۵    | ۰۴–۰۵ جام حذفی دور ۱         | آنفیلد             | ۱–۱        | Parkinson                                        | Makepeace                            | ۲۸٬۰۰۰    |
| ۲۰ (۱۸) | ۱ آوریل ۱۹۰۴    | ۰۳–۰۴ دسته اول               | گودیسون پارک       | ۵–۲        | Robinson، Cox                                    | Young، Wolstenholme                  | ۴۰٬۰۰۰    |
| ۱۹ (۱۷) | ۱۰ اکتبر ۱۹۰۳   | ۰۳–۰۴ دسته اول               | آنفیلد             | ۲–۲        | Morris                                           | Sheridan                             | ۳۰٬۰۰۰    |
| ۱۸ (۱۶) | ۱۰ آوریل ۱۹۰۳   | ۰۲–۰۳ دسته اول               | آنفیلد             | ۰–۰        |                                                  |                                      | ۲۸٬۰۰۰    |
| ۱۷ (۱۵) | ۲۷ سپتامبر ۱۹۰۲ | ۰۲–۰۳ دسته اول               | گودیسون پارک       | ۳–۱        | Raybould (پ.)                                    | Abbott، Brearley، Young              | ۴۰٬۰۰۰    |
| ۱۶ | ۳۰ ژانویه ۱۹۰۲  | ۰۱–۰۲ جام حذفی دور 1 Rep.    | گودیسون پارک       | ۰–۲        | Balmer (o.g.)، Hunter                            |                                      | ۲۰٬۰۰۰    |
| ۱۵ | ۲۵ ژانویه ۱۹۰۲  | ۰۱–۰۲ جام حذفی دور ۱         | آنفیلد             | ۲–۲        | Robertson، Hunter                                | Sharp، Young                         | ۲۵٬۰۰۰    |
| ۱۴ (۱۴) | ۱۱ ژانویه ۱۹۰۲  | ۰۱–۰۲ دسته اول               | گودیسون پارک       | ۴–۰        |                                                  | Settle، Bell، Young                  | ۲۵٬۰۰۰    |
| ۱۳ (۱۳) | ۱۴ سپتامبر ۱۹۰۱ | ۰۱–۰۲ دسته اول               | آنفیلد             | ۲–۲        | White، Raybould                                  | Settle، Sharp                        | ۳۰٬۰۰۰    |
| ۱۲ (۱۲) | ۱۹ ژانویه ۱۹۰۱  | ۰۰–۰۱ دسته اول               | آنفیلد             | ۱–۲        | Cox                                              | Taylor                               | ۱۸٬۰۰۰    |
| ۱۱ (۱۱) | ۲۲ سپتامبر ۱۹۰۰ | ۰۰–۰۱ دسته اول               | گودیسون پارک       | ۱–۱        | Raybould                                         | McDonald                             | ۵۰٬۰۰۰    |
| ۱۰ (۱۰) | ۲۰ ژانویه ۱۹۰۰  | دسته اول ۰۰–۹۹               | گودیسون پارک       | ۳–۱        | Raybould                                         | Settle، Blythe                       | ۳۰٬۰۰۰    |
| ۹ (۹) | ۲۳ سپتامبر ۱۸۹۹ | ۹۹–۰۰ دسته اول               | آنفیلد             | ۱–۲        | Robertson                                        | Settle، Taylor                       | ۳۰٬۰۰۰    |
| ۸ (۸) | ۲۱ ژانویه ۱۸۹۹  | ۹۸–۹۹ دسته اول               | آنفیلد             | ۲–۰        | Walker، Robertson                                |                                      | ۳۰٬۰۰۰    |
| ۷ (۷) | ۲۴ سپتامبر ۱۸۹۸ | ۹۸–۹۹ دسته اول               | گودیسون پارک       | ۱–۲        | McCowie (1 پ.)                                   | Proudfoot                            | ۴۵٬۰۰۰    |
| ۶ (۶) | ۱۶ اکتبر ۱۸۹۷   | ۹۷–۹۸ دسته اول               | گودیسون پارک       | ۳–۰        |                                                  | Williams، Bell                       | ۴۰٬۰۰۰    |
| ۵ (۵) | ۲۵ سپتامبر ۱۸۹۷ | ۹۷–۹۸ دسته اول               | آنفیلد             | ۳–۱        | Cunliffe، McQue، Becton                          | Taylor                               | ۳۰٬۰۰۰    |
| ۴ (۴) | ۲۱ نوامبر ۱۸۹۶  | ۹۶–۹۷ دسته اول               | آنفیلد             | ۰–۰        |                                                  |                                      | ۳۰٬۰۰۰    |
| ۳ (۳) | ۳ اکتبر ۱۸۹۶    | ۹۶–۹۷ دسته اول               | گودیسون پارک       | ۲–۱        | Ross                                             | Hartley، Milward                     | ۴۵٬۰۰۰    |
| 1895–96 Liverpool were in the لیگ دسته دوم فوتبال انگلستان |                 |                              |                    |            |                                                  |                                      |           |
| ۲ (۲) | ۱۷ نوامبر ۱۸۹۴  | ۹۴–۹۵ دسته اول               | آنفیلد             | ۲–۲        | Hannah، Ross (پ.)                                | Kelso، Latta                         | ۳۰٬۰۰۰    |
| ۱ (۱) | ۱۳ اکتبر ۱۸۹۴   | ۹۴–۹۵ دسته اول               | گودیسون پارک       | ۳–۰        |                                                  | Bell، Latta، McInnes                 | ۴۴٬۰۰۰    |

### دوستانه
| تاریخ          | رقابت        | ورزشگاه      | نتیجه | لیورپول گلزن / کارت قرمز   | اورتون گلزن/کارت قرمز | تماشاگران |
| -------------- | ------------ | ------------ | ----- | -------------------------- | --------------------- | --------- |
| ۴ سپتامبر ۲۰۱۰ | جیمی کرگر    | آنفیلد       | ۴–۱   | گارسیا، کرگر، کول، اکلستون | کرگر                  | ۳۵٬۶۳۱    |
| ۱۰ اکتبر ۱۹۹۲  | بروس گرابلار | آنفیلد       | ۲–۲   | باروز، روزنتال             | بیگری، بارلو          | ۲۰٬۵۱۶    |
| ۱۲ اوت ۱۹۸۵    | فیل نیل      | آنفیلد       | ۲–۳   | نیل، جانستون               | هیث، مونت‌فیلد         | ۲۳٬۴۸۰    |
| ۱۱ مه ۱۹۸۱     | استیو هیوی   | آنفیلد       | ۲–۲   | جانسون                     | هیکسون، لچفورد        | ۱۷٬۱۳۷    |
| ۱۳ مارس ۱۹۷۳   | برایان لابون | گودیسون پارک | ۲–۱   | توشاک                      | لاینز، هازبند         | ۲۵٬۷۷۹    |

## یادداشت
1. ↑  Orange Order
2. 1 2 3  بدون تماشاگر